# 鲍红艺
鲍红艺（1974年—），云南沧源人，佤族，中华人民共和国政治人物、第十二届全国人民代表大会云南地区代表。
毕业于云南师范大学音乐专业。2013年，担任全国人大代表。